# コーリング・オール・ステーションズ
『コーリング・オール・ステーションズ』（Calling All Stations）は、イギリスのプログレッシブ・ロック・バンド、ジェネシスの15枚目のスタジオ・アルバム。1997年9月1日発売。

## 概要
リリース前年のボーカルのフィル・コリンズ脱退を受け、新ボーカリストとしてスティルトスキンというバンドのフロントマンだったレイ・ウイルソンが加入。アルバムは全英2位を記録するがアルバム内容の評価は芳しくなく、リリース後まもなくレイは脱退、バンドも翌年に解散する。

## 収録曲
全曲、トニー・バンクス、マイク・ラザフォード作詞作曲（下記3曲を除く）。
1. 「コーリング・オール・ステーションズ」 - "Calling All Stations" - 5:43
2. 「コンゴ」 - "Congo" - 4:51
3. 「シップレックト」 - "Shipwrecked" - 4:23
4. 「エイリアン・アフタヌーン」 - "Alien Afternoon" - 7:51
5. 「ノット・アバウト・アス」 - "Not About Us"（バンクス、ラザフォード、レイ・ウイルソン ） - 4:38
6. 「イフ・ザッツ・ホワット・ユー・ニード」 - "If That's What You Need" - 5:12
7. 「ザ・ディヴァイディング・ライン」 - "The Dividing Line" - 7:45
8. 「アンサートゥン・ウェザー」 - "Uncertain Weather" - 5:29
9. 「スモール・トーク」 - "Small Talk"（バンクス、ラザフォード、ウイルソン ） - 5:02
10. 「ゼア・マスト・ビー・サム・アザー・ウェイ」（バンクス、ラザフォード、ウイルソン ） - "There Must Be Some Other Way" - 7:54
11. 「ワン・マンズ・フール」 - "One Man's Fool" - 8:46

## 参加ミュージシャン

### ジェネシス
- トニー・バンクス (Tony Banks) - キーボード、アコースティックギター、バッキング・ボーカル
- マイク・ラザフォード (Mike Rutherford) - ギター、ベース、バッキング・ボーカル
- レイ・ウイルソン (Ray Wilson) - リード・ボーカル

### アディショナル・メンバー
- ニック・ディヴァージリオ (Nick D'Virgilio) - ドラム（「エイリアン・アフタヌーン」前半、「イフ・ザッツ・ホワット・ユー・ニード」「アンサートゥン・ウェザー」「スモール・トーク」）、パーカッション
- ニア・Z (Nir Zidkyahu) - ドラム（「エイリアン・アフタヌーン」後半、上記以外の全曲）、パーカッション